# Юстина (імператриця)
Юстина (лат. Iustina, * 338 — † 388) — друга дружина римського імператора Валентиніана I.

## Життєпис
Походила з аристократичного італійського роду Веттіїв. Була донькою Веттія Юста, намісника Піцена. Її батько підтримав узурпатора Магненція. Для закріплення цього союзу останній одружився з Юстиною у 350 році. Про життя в ці роки мало відомостей, а вже у 353 році Юстина стала вдовою, коли імператор Констанцій II розбив Магненція, який загинув у битві. Батько Юстини також був страчений.
Після цього, деякий час Юстина мешкала в Італії, але згодом перебралася до Галлії — до імператорського двору Валентиніана I. Останній, розлучився з першою дружиною, та у 369 році уклав шлюб з Юстиною. У цьому шлюбі народилося 4 дітей. Після смерті Валентиніана I у 375 році Юстина разом з малими дітьми мешкала спочатку у Медіолані, а потім у Сірмії. У Медіолані вона вступила у конфлікт з впливовим католицьким єпископом Амвросієм Медіоланським з огляду на те, що сама Юстина була аріанкою. У 383 році у Британії повстав її намісник Максим Магн. Незабаром він захопив також Галлію. В цьому ж році загинув пасербок Юстини — імператор Граціан. Вона ж втекла до Фессалонік, розраховуючи на допомогу імператора Феодосія I. Останній мав намір вислати Юстину з дітьми назад до Італії та укласти мир з Максимом. Втім, закохавшись у доньку Юстини — Галлу — змінив свою думку. Незабаром Феодосій I розпочав бойові дії проти Максима, завдавши останньому декілька поразок. Юстина була в армії Феодосія, але не дожила до остаточної перемоги свого родича. Похована була у Медіолані (сучасний Мілан).

## Родина
1. Чоловік — Магненцій, узурпатор у 350—353 роках.
Дітей не було
2. Чоловік — Валентиніан I, імператор у 364—375 роках.
Діти:
- Валентиніан
- Юста
- Грата
- Галла